# Joseph Delaney
Joseph Delaney (født 25. juli 1945, død 16. august 2022) var en engelsk forfatter som boede og arbejdede i Lancashire. Han skrev fantasy-bøger. Hans serie om Ward-stenen (også kendt som Heksejægeren) handler om drengen Tom Ward, der er den syvende søn af en syvende søn og derfor skal i lære hos heksejægeren John Gregory. Der er udgivet 12 bøger i serien, som i alt vil indeholde 13 bøger.